# Estriol
Estriol je vedle estradiolu a estronu třetí z ženských pohlavních hormonů estrogenů. Jedná se o důležitý metabolit. Má slabý účinek, asi 1/10 účinku estradiolu. Tvoří se v placentě.